# Seiberg-Witten-Modulraum
Der Seiberg-Witten-Modulraum (kurz SW-Modulraum, auch Monopol-Modulraum) ist im mathematischen Teilgebiet der Differentialgeometrie der Modulraum der Seiberg-Witten-Gleichungen, also der Raum ihrer Lösungen bis auf Eichungen. Benutzt wird dieser für die Definition der Seiberg-Witten-Invarianten, welche beim Studium vierdimensionaler glatter Mannigfaltigkeiten (kurz 4-Mannigfaltigkeiten) verwendet werden. Eine sehr nützliche Eigenschaft des Seiberg-Witten-Modulraumes ist, dass dieser immer kompakt ist, was eine Verbesserung gegenüber dem zuvor benutzen Yang-Mills-Modulraum ist und zur Vereinfachung der Herleitung vieler Resultate aus der Donaldson-Theorie führte. Benannt ist der Seiberg-Witten-Modulraum nach Nathan Seiberg und Edward Witten, die die zugrundeliegenden Seiberg-Witten-Gleichungen im Jahr 1994 eingeführt haben.

## Grundlagen
Sei {\displaystyle M} eine kompakte orientierbare Riemannsche 4-Mannigfaltigkeit mit Riemannscher Metrik {\displaystyle g\in \Gamma ^{\infty }(S^{2}T^{*}M)} und Spinᶜ-Struktur {\displaystyle {\mathfrak {s}}\colon M\rightarrow \operatorname {BSpin} ^{\mathrm {c} }(4)}. Wegen des exeptionellen Isomorphismus:
{\displaystyle \operatorname {Spin} ^{\mathrm {c} }(4)\cong \operatorname {U} (2)\times _{\operatorname {U} (1)}\operatorname {U} (2)=\{U^{\pm }\in \operatorname {U} (2)|\det(U^{-})=\det(U^{+})\}}
besteht die Spinᶜ-Struktur {\displaystyle {\mathfrak {s}}} aus zwei komplexen Ebenenbündeln {\displaystyle W^{\pm }\twoheadrightarrow M}, genannt assoziierte Spinorbündel (deren Schnitte (anti) selbstduale Spinoren genannt werden), mit gleichem Determinantenbündel {\displaystyle L=\det(W^{\pm })\twoheadrightarrow M}. Da das Determinantenbündel die erste Chern-Klasse erhält, haben alle Vektorbündel die gleiche erste Chern-Klasse {\displaystyle c_{1}({\mathfrak {s}}):=c_{1}(L)=c_{1}(W^{\pm })} mit {\displaystyle c_{1}({\mathfrak {s}})\operatorname {mod} 2=w_{2}(M)}.
Sei {\displaystyle \Omega _{+}^{2}(X)} der Raum der selbstdualen Differentialformen mit {\displaystyle \star \eta =\eta } und sei {\displaystyle {\mathcal {H}}_{+}^{2}(X)} der Untervektorraum der zusätzlich harmonischen Differentialformen mit {\displaystyle \Delta \eta =0}. Sei {\displaystyle b_{+}(X)=\dim {\mathcal {H}}_{+}^{2}(X)} die selbstduale Betti-Zahl, dann gibt es einen Untervektorraum {\displaystyle \Pi <\Omega _{+}^{2}(X)} mit {\displaystyle \operatorname {codim} \Pi =b_{+}(X)} (mithilfe der Hodge-Zerlegung), sodass eine selbstduale Form {\displaystyle \eta \in \Omega _{+}^{2}(X)} der selbstduale Anteil der Krümmungsform eines Zusammenhangs {\displaystyle A\in \Omega ^{1}(X)}, also mit:
{\displaystyle \eta =F_{A}^{+}={\frac {1}{2}}(\star \mathrm {d} A+\mathrm {d} A)}
ist, genau dann wenn {\displaystyle \eta \in \Pi }. Sowohl der Untervektorraum als auch dieses Resultat spielen eine zentrale Rolle, da wegen diesen die Seiberg-Witten-Gleichungen mit einer selbstdualen Form gestört werden, bevor deren Modulraum betrachtet wird. Beide sorgen auch für topologischen Obstruktionen da es für {\displaystyle b_{+}(X)=0} kein Komplement gibt oder dieses für {\displaystyle b_{+}(X)=1} nicht zusammenhängend ist.
Sei {\displaystyle \Omega _{-}^{2}(X)} der analoge Raum der antiselbstdualen Differentialformen mit {\displaystyle \star \eta =-\eta } und {\displaystyle {\mathcal {H}}_{-}^{2}(M)} der analoge Untervektorraum der zusätzlich harmonischen Differentialformen mit {\displaystyle \Delta \eta =0}. Sei {\displaystyle b_{-}(M)=\dim {\mathcal {H}}_{-}^{2}(M)} die antiselbstduale Betti-Zahl, dann können die zweite Betti-Zahl (mit {\displaystyle {\mathcal {H}}^{2}(M)={\mathcal {H}}_{-}^{2}(M)\oplus {\mathcal {H}}_{+}^{2}(M)}) und die Signatur ausgedrückt werden durch:
{\displaystyle b_{2}(M)=b_{+}(M)+b_{-}(M);}
{\displaystyle \sigma (M)=b_{+}(M)-b_{-}(M).}
Beide Formeln, welche später benutzt werden um die Dimension des Modulraumes zu berechnen, können auch umgekehrt werden:
{\displaystyle b_{+}(M)={\frac {1}{2}}(b_{2}(M)+\sigma (M));}
{\displaystyle b_{-}(M)={\frac {1}{2}}(b_{2}(M)-\sigma (M)).}

## Konfigurationsraum
Es ist hilfreich, zunächst den Raum aller möglichen Lösungen zu betrachten. Da der Raum der Zusammenhänge auf dem komplexen Linienbündel {\displaystyle L} ein affiner Vektorraum ist, ist es sinnvoll erst einen solchen Zusammenhang {\displaystyle d_{A}} zu wählen und dann jeden anderen als Verschiebung durch eine Form {\displaystyle ia\in \Omega ^{1}(M,{\mathfrak {u}}(1))} mit {\displaystyle a\in \Omega ^{1}(M)} wegen {\displaystyle {\mathfrak {u}}(1)\cong i\mathbb {R} } darzustellen. Selbstduale Spinoren bilden ebenfalls einen Vektorraum mit dem Nullschnitt als kanonischem Zentrum. Es seien der Konfigurationsraum und der reduzierte Konfigurationsraum definiert als:
{\displaystyle {\mathcal {A}}:=\{(\mathrm {d} _{A}-ia,\psi )|a\in \Omega ^{1}(M),\psi \in \Gamma ^{\infty }(W^{+})\};}
{\displaystyle {\mathcal {A}}^{*}:=\{(\mathrm {d} _{A}-ia,\psi )\in {\mathcal {A}}|\psi \neq 0\}.}
Da der reduzierte Konfigurationsraum {\displaystyle {\mathcal {A}}^{*}} ein unendlichdimensionaler Vektorraum ohne einen einzigen Punkt und daher homotopieäquivalent zur unendlichdimensionalen Sphäre, ist dieser auch zusammenziehbar.
Obwohl die Definition des reduzierten Konfigurationsraumes {\displaystyle {\mathcal {A}}^{*}} vor allem von der Wirkung der Eichgruppe weiter unten motiviert ist, sind die ausgeschlossenen Fälle doch bereits wichtig in den Seiberg-Witten-Gleichungen selbst, welche sich dabei auf die selbstdualen Yang-Mills-Gleichungen reduzieren.

## Eichgruppe
Glatte Abbildungen {\displaystyle g\colon M\rightarrow \operatorname {U} (1)} wirken auf den Elementen des Konfigurationsraumes durch:
{\displaystyle g\cdot (\mathrm {d} _{A}-ia,\psi )=(\mathrm {d} _{A}-ia+g\mathrm {d} (g^{-1}),g\psi ).}
Dadurch die die Eichgruppe gegeben durch:
{\displaystyle {\mathcal {G}}:=C^{\infty }(M,\operatorname {U} (1)).}
Da die erste unitäre Gruppe {\displaystyle \operatorname {U} (1)} der Eilenberg-MacLane-Raum {\displaystyle K(\mathbb {Z} ,1)} ist, welcher singuläre Kohomologie darstellt, ergibt sich mit dem universellen Koeffizientensatz und dem Hurewicz-Theorem:
{\displaystyle [M,\operatorname {U} (1)]=[M,K(\mathbb {Z} ,1)]=H^{1}(M,\mathbb {Z} )\cong \operatorname {Hom} (H_{1}(M,\mathbb {Z} ),\mathbb {Z} )=\operatorname {Hom} (\pi _{1}(M)^{\mathrm {ab} },\mathbb {Z} ).}
Für {\displaystyle M} einfach zusammenhängend oder allgemeiner wenn dessen Fundamentalgruppe {\displaystyle \pi _{1}(M)} perfekt ist, ist jede Eichung nullhomotop und hat daher einen globalen Logarithmus, weshalb also für alle glatten Abbildungen {\displaystyle g\colon M\rightarrow \operatorname {U} (1)} there eine glatte Abbildung {\displaystyle u\colon M\rightarrow \mathbb {R} } mit {\displaystyle g=e^{iu}} existiert. In diesem Fall vereinfacht sich die Wirkung auf den Konfigurationsraum zu:
{\displaystyle e^{iu}\cdot (\mathrm {d} _{A}-ia,\psi )=(\mathrm {d} _{A}-i(a+\mathrm {d} u),e^{iu}\psi ).}
Für einen Basispunkt {\displaystyle x_{0}\in M}, kann die Eichgruppe mit der basierten Eichgruppe als Produkt ausgedrückt werden mit:
{\displaystyle {\mathcal {G}}_{0}:=\{g\in {\mathcal {G}}|g(x_{0})=1\};}
{\displaystyle {\mathcal {G}}={\mathcal {G}}_{0}\times \operatorname {U} (1).}
Wie das Produkt zeigt ist die Eichgruppe {\displaystyle {\mathcal {G}}} nicht zusammenziehbar. Aber wie das Argument weiter oben zeigt ist für {\displaystyle M} einfach zusammenhängend die basierte Eichgruppe {\displaystyle {\mathcal {G}}_{0}} zusammenziehbar.

## Modulraum
Da sowohl die Eichgruppe {\displaystyle {\mathcal {G}}} als auch ihre Untergruppe, die basierte Eichgruppe {\displaystyle {\mathcal {G}}_{0}}, auf dem Konfigurationsraum {\displaystyle {\mathcal {A}}} und dessen Unterraum, dem reduzierten Konfigurationsraum {\displaystyle {\mathcal {A}}^{*}}, wirken, gibt es Orbiträume:
{\displaystyle {\mathcal {B}}:={\mathcal {A}}/{\mathcal {G}};}
{\displaystyle {\widetilde {\mathcal {B}}}:={\mathcal {A}}/{\mathcal {G}}_{0};}
{\displaystyle {\mathcal {B}}^{*}:={\mathcal {A}}^{*}/{\mathcal {G}};}
{\displaystyle {\widetilde {\mathcal {B}}}^{*}:={\mathcal {A}}^{*}/{\mathcal {G}}_{0}.}
Wie die Formel der Gruppenwirkung weiter oben zeigt, wirkt die Eichgruppe {\displaystyle {\mathcal {G}}} nicht frei auf dem Konfigurationsraum {\displaystyle {\mathcal {A}}}, da die Punkte mit verschwindendem selbstdualen Spinorfeld {\displaystyle \psi =0} invariant unter allen konstanten Eichungen {\displaystyle g=\mathrm {const} } sind. Doch dieser wirkt daher frei auf dem reduzierten Konfigurationsraum {\displaystyle {\mathcal {A}}^{*}} und die basierte Eichgruppe {\displaystyle {\mathcal {G}}_{0}} wirkt sogar frei auf beiden. {\displaystyle {\mathcal {B}}} hat daher Singularitäten, während die anderen Räume keine haben. Wenn {\displaystyle M} einfach zusammenhängend ist, dann kann {\displaystyle {\widetilde {\mathcal {B}}}} darüber hinaus mit einem Untervektorraum des Konfigurationsraumes {\displaystyle {\mathcal {A}}} identifiziert werden durch:
{\displaystyle {\widetilde {\mathcal {B}}}\cong \{(\mathrm {d} _{A}-ia,\psi )\in {\mathcal {A}}|\delta a=a\}.}
Äquivalent gibt es für jedes {\displaystyle a\in \Omega ^{1}(M)} eine eindeutige glatte Abbildung {\displaystyle u\colon M\rightarrow \mathbb {R} } mit {\displaystyle \delta (a+\mathrm {d} u)=\delta a+\Delta u=0}, was wieder mithilfe der Hodge-Zerlegung {\displaystyle C^{\infty }(M,\mathbb {R} )={\mathcal {H}}_{0}(M)\oplus \delta \Omega ^{1}(M)} mit {\displaystyle {\mathcal {H}}_{0}(M)} den konstanten Abbildungen für {\displaystyle M} zusammenhängend gezeigt werden kann.
Obwohl die kanonische Projektion {\displaystyle {\widetilde {\mathcal {B}}}\rightarrow {\mathcal {B}}} wegen der Singularitäten nicht einmal ein Faserbündel sein muss, ist die kanonische Projektion {\displaystyle {\widetilde {\mathcal {B}}}^{*}\rightarrow {\mathcal {B}}^{*}} nach einer geeigneten Sobolev-Vervollständigung ein U(1)-Hauptfaserbündel. Für {\displaystyle M} einfach zusammenhängend ist {\displaystyle {\widetilde {\mathcal {B}}}^{*}} zusammenziehbar, da {\displaystyle {\mathcal {A}}^{*}} es immer ist und {\displaystyle {\mathcal {G}}_{0}} es in diesem Fall wie zuvor begründet. Mit der langen exakten Sequenz der Homotopiegruppen des {\displaystyle \operatorname {U} (1)}-Hauptfaserbündels {\displaystyle {\widetilde {\mathcal {B}}}^{*}\rightarrow {\mathcal {B}}^{*}} folgt, dass {\displaystyle {\mathcal {B}}^{*}} ein Eilenberg-MacLane-Raum {\displaystyle K(\mathbb {Z} ,2)} ist (da {\displaystyle S^{1}} ein {\displaystyle K(\mathbb {Z} ,1)} ist) und da der unendliche komplexe projektiven Raum {\displaystyle \mathbb {C} P^{\infty }} ebenfalls einer ist, gibt es eine schwache Homotopieäquivalenz {\displaystyle {\mathcal {B}}^{*}\rightarrow \mathbb {C} P^{\infty }}. Homotopieklassen solcher Abbildungen werden klassifiziert durch {\displaystyle [K(\mathbb {Z} ,2),K(\mathbb {Z} ,2)]\cong \mathbb {Z} } und die schwache Homotopieäquivalenz muss dabei einem Generator {\displaystyle \pm 1\in \mathbb {Z} } entsprechen. Doch das {\displaystyle \operatorname {U} (1)}-Hauptfaserbündel entspricht ebenfalls bijektiv der Homotopieklassen einer klassifizierenden Abbildung {\displaystyle f\colon {\mathcal {B}}^{*}\rightarrow \operatorname {BU} (1)\cong \mathbb {C} P^{\infty }} mit {\displaystyle {\widetilde {\mathcal {B}}}^{*}\cong f^{*}\operatorname {EU} (1)\cong f^{*}S^{\infty }}. Diese fällt unter die exakt gleiche Klassifikation, entspricht jedoch nicht unbedingt einem Generator. Es ist genau die erste Chern-Klasse {\displaystyle c_{1}({\mathcal {B}})\in H^{2}({\mathcal {B}}^{*},\mathbb {Z} )\in \mathbb {Z} } des {\displaystyle \operatorname {U} (1)}-Hauptfaserbündels, doch die gestörten Seiberg-Witten-Gleichungen müssen für eine Verwendung für die Seiberg-Witten-Invarianten eingehen. Deren Modulräume sind dann gegeben durch die folgenden Unterräume an Lösungen:
{\displaystyle {\mathcal {M}}:=\{[\mathrm {d} _{A}-ia,\psi ]\in {\mathcal {B}}|(\mathrm {d} _{A}-ia,\psi )\;{\text{erfüllen die SW-Gl.}}\};}
{\displaystyle {\mathcal {M}}_{\eta }:=\{(\mathrm {d} _{A}-ia,\psi )\in {\mathcal {B}}|(\mathrm {d} _{A}-ia,\psi )\;{\text{erfüllen die gSW-Gl. mit St.}}\;\eta \};}
{\displaystyle {\widetilde {\mathcal {M}}}_{\eta }:=\{(\mathrm {d} _{A}-ia,\psi )\in {\widetilde {\mathcal {B}}}|(\mathrm {d} _{A}-ia,\psi )\;{\text{erfüllen die gSW-Gl. mit St.}}\;\eta \}.}
Mit der kanonischen Projektion {\displaystyle {\widetilde {\mathcal {B}}}\rightarrow {\mathcal {B}}} gibt es ebenfalls eine kanonische Projektion {\displaystyle {\widetilde {\mathcal {M}}}_{\eta }\rightarrow {\mathcal {M}}_{\eta }}. Da die vordere kein Faserbündel ist, scheint es als sei die hintere es ebenso nicht. Doch das ist nicht unbedingt der Fall und genau der Grund, warum die Seiberg-Witten-Gleichungen mit einer Störung betrachtet werden. Dafür ist die selbstduale Betti-Zahl entscheidend:
- Ist {\displaystyle b_{+}(M)\geq 1}, dann zwingt eine Störung {\displaystyle \eta \in \Omega _{+}^{2}(M)\setminus \Pi \neq \emptyset } die Lösungen der gestörten Seiberg-Witten-Gleichungen {\displaystyle \psi =0} die Gleichung {\displaystyle F_{A}^{+}=\eta } zu erfüllen, was wegen {\displaystyle \eta \notin \Pi } nicht möglich ist. Daher vermeiden beide gestörten Modulräume alle Singularitäten und {\displaystyle {\widetilde {\mathcal {M}}}_{\eta }\rightarrow {\mathcal {M}}_{\eta }} wird ein {\displaystyle \operatorname {U} (1)}-Unterhauptfaserbündel von {\displaystyle {\widetilde {\mathcal {B}}}^{*}\rightarrow {\mathcal {B}}^{*}} mit erster Chern-Klasse {\displaystyle c_{1}({\widetilde {\mathcal {M}}}_{\eta })\in H^{2}({\mathcal {M}}_{\eta },\mathbb {Z} )}, welche dann zur Definition der Seiberg-Witten-Invariante benutzt wird.
- Ist {\displaystyle b_{+}(M)\geq 2}, dann werden zwei beliebige Störungen {\displaystyle \eta _{0},\eta _{1}\in \Omega _{+}^{2}(M)\setminus \Pi \neq \emptyset } durch einen glatten Weg {\displaystyle \gamma \colon [0,1]\rightarrow \Omega _{+}^{2}(M)\setminus \Pi } mit {\displaystyle \gamma (0)=\eta _{0}} und {\displaystyle \gamma (1)=\eta _{1}} verbunden, welcher einen Bordismus {\displaystyle {\widetilde {\mathcal {M}}}_{\eta _{0}}\rightarrow {\widetilde {\mathcal {M}}}_{\eta _{1}}} beschreibt. Daher ergeben alle Störungen die gleiche Bordismusklasse.[8] (Ist {\displaystyle b_{+}(M)=1}, dann muss eine Zusammenhangskomponente von {\displaystyle \Omega _{+}^{2}(M)\setminus \Pi } gewählt werden, welche auf zwei verschiedene Bordismenklassen führen kann.)

Für die Seiberg-Witten-Invariante, welche eine spezielle Chern-Zahl ist, wird die nötige Anzahl an Cup-Produkten der ersten Chern-Klasse {\displaystyle c_{1}({\widetilde {\mathcal {M}}}_{\eta })\in H^{2}({\mathcal {M}}_{\eta },\mathbb {Z} )} mit sich selbst genommen und mit der Kronecker-Paarung gegen die Fundamentalklasse{\displaystyle [{\mathcal {M}}_{\eta }]\in H_{\dim {\mathcal {M}}_{\eta }}({\mathcal {M}}_{\eta },\mathbb {Z} )} des Modulraumes ausgewertet. Da die Chern-Klasse geraden Grades ist, muss der Modulraum eine gerade Dimension haben, damit das funktioniert und diese muss zudem für die Anzahl der Cup-Produkte genau bekannt sein. Zuerst kann diese mit dem Index des Dirac-Operators verbunden werden und der Atiyah-Singer-Indexsatz angewendet werden, wodurch sich Formeln mit der Euler-Charakteristik und der Signatur ergeben:
- Sei {\displaystyle M} einfach zusammenhängend. Ist {\displaystyle \operatorname {ind} (D_{A}^{+})>0} für {\displaystyle b_{+}(M)=0} oder {\displaystyle b_{+}(M)>0}, dann ist {\displaystyle {\mathcal {M}}_{\eta }} eine orientierbare glatte Mannigfaltigkeit mit Dimension:[9][10][11][12][13]

{\displaystyle \dim {\mathcal {M}}_{\eta }=2\operatorname {ind} (D_{A}^{+})-b_{+}(M)-1={\frac {1}{4}}(c_{1}(L)^{2}[M]-2\chi (M)-3\sigma (M)).}
- Sei {\displaystyle M} einfach zusammenhängend. Ist {\displaystyle b_{+}(M)>0}, dann ist {\displaystyle {\widetilde {\mathcal {M}}}_{\eta }} eine kompakte[14] orientierbare glatte Mannigfaltigkeit mit Dimension:[15]

{\displaystyle \dim {\widetilde {\mathcal {M}}}_{\eta }=2\operatorname {ind} (D_{A}^{+})-b_{+}(M)={\frac {1}{4}}(c_{1}(L)^{2}[M]-2\chi (M)-3\sigma (M))+1.}
(Einige Literatur nutzt ebenfalls die Konvention {\displaystyle L^{2}=\det(W^{\pm })} da es tatsächlich das Quadrat eines Linienbündels ist, wodurch in den Formeln kein Vorfaktor vor den Chern-Klassen auftaucht.) Für {\displaystyle b_{+}(M)} ungerade ist {\displaystyle \dim {\mathcal {M}}_{\eta }} daher gerade und die Seiberg-Witten-Invarianten, welche unabhängig von der Riemannschen Metrik {\displaystyle g} und der Störung {\displaystyle \eta } sind wie zuvor für hinteres argumentiert, können dann definiert werden als:
{\displaystyle \operatorname {SW} (M,{\mathfrak {s}}):=\langle c_{1}({\widetilde {\mathcal {M}}}_{\eta })^{\frac {\dim {\mathcal {M}}_{\eta }}{2}},[{\mathcal {M}}_{\eta }]\rangle \in \mathbb {Z} .}